# دوغ تيري
دوغ تيري (بالإنجليزية: Doug Terry)‏ هو لاعب كرة قدم أمريكية أمريكي، ولد في 12 ديسمبر 1969 في دوماس في الولايات المتحدة.

## وصلات خارجية
- دوغ تيري على موقع مرجع كرة القدم المحترفة.كوم (الإنجليزية)